# Boston Finishing Works
Als Boston Finishing Works ist seit 2016 ein Ensemble ehemaliger Fabrikgebäude in Williamstown, Massachusetts, im National Register of Historic Places eingetragen. Das Gelände wurde von 1876 bis 2000 industriell genutzt und war einer der größten Arbeitgeber der Stadt. Der Komplex besteht aus acht mehrstöckigen, roten Backsteingebäuden und drei Industriebauten, die hauptsächlich zwischen 1873 und 1928 errichtet wurden, und ist ein wichtiges lokales Beispiel für Industriearchitektur im klassizistischen Stil.

## Beschreibung
Die industrielle Nutzung des Areals begann 1873 mit dem ersten Gebäude der A. Loop & Company Twine Factory und wurde bis in die 1970er Jahre durch eine Folge von Eigentümern auf mehr als 25 Gebäude erweitert. Im 21. Jahrhundert jedoch gingen die wirtschaftlichen Erfolge zurück und immer mehr Gebäude standen leer und verfielen, sodass 2005 davon ein Großteil abgerissen wurde. Die Gebäude werden bis heute anhand ihrer in den 1930er Jahren durch die damalige Eigentümerin Cornish Wire vergebenen Nummern identifiziert. Der Eintrag in das NRHP umfasst das Hauptgebäude (bestehend aus den Bauteilen 2-Anbau, 3, 4, 5 und 6), die Gebäude 7A, 10 und 11 sowie einen Schornstein, ein Schleusentor und die Grundmauern von Gebäude 14.